# Jana Nejedly
Jana Nejedly (* 9. Juni 1974 als Jana Nejedlá in Prag, Tschechoslowakei) ist eine ehemalige kanadische Tennisspielerin.

## Karriere
Nejedly spielte vor allem auf dem ITF Women’s Circuit, wo sie acht Turniersiege im Einzel erringen konnte.
1995 debütierte sie in der kanadischen Fed-Cup-Mannschaft, wo sie bis 2003 in den Jahren 1995, 1996, 1998, 2000, 2001, 2002 und 2003 bei 23 Begegnungen insgesamt 26 Matches bestritt, wovon sie 20 siegreich beenden konnte, davon 19 Einzel und ein Doppel.
Bei den Olympischen Sommerspielen 1996 trat sie im Dameneinzel an, verlor aber bereits in der ersten Runde gegen Radka Zrubáková mit 3:6 und 2:6.
Ende Januar 2010 gewann sie bei den Babolat World Tennis Classic, ein Grade-2-Turnier der ITF Seniors Tour, die Konkurrenz der Damen 35 gegen Carolina Blouin, die sie mit 6:1 und 6:0 besiegte.

## Turniersiege

### Einzel
| Nr. | Datum              | Turnier         | Kategorie   | Belag             | Finalgegnerin      | Ergebnis      |
| --- | ------------------ | --------------- | ----------- | ----------------- | ------------------ | ------------- |
| 1.  | 31. August 1992    | Toluca de Lerdo | ITF $10.000 | Hartplatz         | Nora Kovarcikova   | 6:4, 6:4      |
| 2.  | 6. Oktober 1996    | Puerto Vallarta | ITF $25.000 | Hartplatz (Halle) | María Vento-Kabchi | 7:61, 6:4     |
| 3.  | 29. Juni 1997      | Greenwood       | ITF $10.000 | Hartplatz         | Holly Parkinson    | 7:5, 6:3      |
| 4.  | 27. September 1998 | Seattle         | ITF $50.000 | Hartplatz         | Lilia Osterloh     | 6:1, 6:3      |
| 5.  | 11. Juli 1999      | Edmonton        | ITF $25.000 | Hartplatz         | Renata Kolbovic    | 2:6, 6:3, 6:3 |
| 6.  | 12. Januar 2003    | Tallahassee     | ITF $10.000 | Hartplatz         | Mélanie Marois     | 6:4, 6:0      |
| 7.  | 23. März 2003      | Redding         | ITF $25.000 | Hartplatz         | Zheng Jie          | 7:5, 7:64     |
| 8.  | 30. März 2003      | Atlanta         | ITF $25.000 | Hartplatz         | Jennifer Hopkins   | 6:2, 7:5      |

## Abschneiden bei Grand-Slam-Turnieren

### Einzel
| Turnier         | 1995 | 1996 | 1997 | 1998 | 1999 | 2000 | 2001 | 2002 | Karriere |
| --------------- | ---- | ---- | ---- | ---- | ---- | ---- | ---- | ---- | -------- |
| Australian Open | —    | 1    | —    | 2    | 3    | 2    | 1    | 1    | 3        |
| French Open     | —    | 1    | —    | 1    | 2    | 1    | 1    | 1    | 2        |
| Wimbledon       | 2    | 1    | —    | 1    | 1    | 1    | 1    | 1    | 2        |
| US Open         | 1    | —    | —    | 1    | 1    | 1    | 3    | —    | 3        |

## Persönliches
Jana Nejedly wurde in Prag geboren, wuchs in Vancouver auf und wohnte in Toronto, Boston und Naples. Ihre Schwester Martina Nejedly war ebenfalls professionelle Tennisspielerin und Fed-Cup-Spielerin für Kanada.